# Akkemay
Akkemay Elderenbos (1968), meestal kortweg Akkemay genoemd, is een Nederlandse voormalige actrice die bekend werd door haar hoofdrol in de film Schatjes! uit 1984.

## Biografie
Akkemay is de dochter van beeldend kunstenaar Rob Elderenbos (1942-2013) en schilderes en beeldend kunstenaar Jantje Schut (1936). Ten tijde van haar doorbraak was Akkemay scholiere op het Barlaeus Gymnasium in Amsterdam. Ze debuteerde in 1982 met een kleine bijrol in de film Het beest met Willem Ruis in de hoofdrol. In datzelfde jaar kreeg ze een grotere rol in Menuet van regisseuse Lili Rademakers.
In 1983 kreeg de op dat moment veertienjarige Akkemay een hoofdrol in de film Schatjes! van regisseur Ruud van Hemert. De film kwam uit in februari 1984 en werd met meer dan een miljoen bezoekers een groot kassucces. In het vervolg Mama is boos! keerde Akkemay niet terug. Wel had ze in 1986 een belangrijke bijrol in de film De aanslag van Fons Rademakers, waarin ze de dochter van hoofdpersonage Anton Steenwijk speelde.
In de jaren negentig was Akkemay te zien in de televisieseries De Vereenigde Algemeene (1992), Oppassen!!! (1993) en Vrouwenvleugel (1994). In de komedieserie Kees & Co had ze als Christine een terugkerende rol. Ze stond op het toneel in de voorstellingen De glorieuze come-back van Coco (1991) en Warenhuis (1993) en was te horen in het hoorspel Het hoofd van Haydn (1992).
Eind jaren negentig stopte ze met acteren. Ze ging zich hierna toeleggen op een carrière als onderwijzeres.

## Filmografie, televisie
- Het beest (1982)
- Menuet (1982) – Eva (als Akkemay Marijnissen[3])
- Schatjes! (1984) – Madelon Gisberts (als Akkemay)
- De aanslag (1986) – Sandra (als Akkemay)
- De Vereenigde Algemeene (1992) – Simone Brieffies (als Akkemay Elderenbos)
- Oppassen!!! (1993) – Verpleegster (als Akkemay Elderenbos)
- Vrouwenvleugel (1994) – Vrouw 1 (als Akkemay Elderenbos)
- Kees & Co (1997-1999) – Christine (als Akkemay Elderenbos)

- Nederlandse Thesaurus van Auteursnamen: 074084437
- Virtual International Authority File: 291755768
- WorldCat: E39PBJgmKFJFYYtFfd49jF48YP